# متعدد الفوسفازين

الصيغة العامة لمتعدد الفوسفازين (بولي فوسفازين)

تتضمن متعددات الفوسفازين (أو بولي فوسفازين ) طيفاً واسعاً من البوليميرات العضوية واللاعضوية ذات بنى هندسية متفاوتة، لكنها تعتمد في بنيتها على الهيكل من الروابط بين الفوسفور والنتروجين P-N-P-N-P-N-. في أغلب هذه البوليمرات ترتبط على ذرة الفوسفور مجموعتين عضويتين بحيث يمكن اعتبار الصيغة العامة لها على الشكل NPR1R2)n)، ويمكن أن يكون البنيان الهندسي خطياً أو متفرعاً أو على شكل حلقات متصلة مع بعضها البعض.
يوجد أكثر من 700 صنف معروف من هذه البوليميرات؛ وتعد مجموعة البحث التي يديرها هاري ألكوك  رائدة في هذا المجال.

## التحضير
تحضر أغلب متعددات الفوسفاوين الخطية بعملية ذات مرحلتين، وذلك انطلاقاً من مركب سداسي كلورو الفوسفازين بتسخينه بمعزل عن الهواء إلى درجات حرارة تتراوح حوالي 250 °س، مما يؤدي إلى فتح الحلقة وتشكيل وحدات متكررة. في الخطوة الثانية يتم التفاعل مع مركبات عضوية مثل مركبات الألكوكسيد أو الفينولات أو الأمينات أو مركبات عضوية فلزية مختلفة، حيث يحدث تفاعل استبدال مع ذرات الكلور على السلسلة مما يؤدي إلى الحصول على البوليمير الموافق.
يمكن أن يتم تفاعل التحضير من إجراء تفاعل تكاثف على مركبات الأمينات الفوسفورية المستبدلة عضوياً.
.